# Isaac Stern
Isaac Stern (ur. 21 lipca 1920 w Krzemieńcu, zm. 22 września 2001 w Nowym Jorku) – amerykański wirtuoz skrzypiec pochodzenia żydowskiego.

## Życiorys
Urodził się w Krzemieńcu (dawne województwo wołyńskie w Polsce), lecz już w pierwszym roku życia syna jego rodzice przeprowadzili się do San Francisco, gdzie dorastał. Naukę gry na skrzypcach rozpoczął w wieku trzech lat, jego nauczycielem był Louis Persinger i Naoum Blinder. Pierwszy koncert dał w 1934. W czasie II wojny światowej grał dla aliantów. Po wojnie w dalszym ciągu koncertował, nagrywał, a także zajął się odkrywaniem młodych talentów, z których najsłynniejsi to Yo-Yo Ma, Jian Wang, Itzhak Perlman i Pinchas Zukerman. Powszechną popularność przyniosło mu wykonanie utworów w filmie Skrzypek na dachu. W 1999 wydał pamiętniki pt. My First 79 Years. Zmarł w 2001 wskutek niewydolności serca.

## Odznaczenia i nagrody
- Nagroda Grammy w kategorii Best Instrumental Soloist’s Performance (with orchestra) (1962, 1963, 1965, 1982)
- Nagroda Grammy w kategorii Best Chamber Music Performance (1971, 1992)
- Nagroda Fundacji Muzycznej Léonie Sonning (1982)
- Kennedy Center Honors (1984)
- Nagroda Wolfa (1987)
- National Medal of Arts (1991)
- Medal Wolności (1992)
- Order Wschodzącego Słońca klasy Złote Promienie ze Wstęgą (1997)
- Polar Music Prize (2000)